# Avenue Jacques Georgin
Pour les articles homonymes, voir Georgin.
L'avenue Jacques Georgin (en néerlandais : Jacques Georginlaan) est une avenue bruxelloise de la commune de Schaerbeek qui va de la chaussée de Louvain à la rue Colonel Bourg en passant par la rue Henri Evenepoel et l'avenue Léonard Mommaerts.
L'avenue porte le nom d'un professeur de l’athénée de Saint-Josse-ten-Noode et militant Front démocratique des francophones, Jacques Georgin, né à Etterbeek le 15 septembre 1935 et décédé à Laeken dans la nuit du vendredi 11 septembre au samedi 12 septembre 1970 à la suite d'une agression par des militants du Vlaamse Militanten Orde en pleine campagne électorale,. Il s'agit du seul décès directement lié au conflit linguistique en Belgique.

## Adresses notables
- no 2 : RTL House
- no 12 : Fnac Billetterie